# Stammliste von Waldenburg
Stammliste von Waldenburg mit den in der Wikipedia vertretenen Personen und wichtigen Zwischengliedern.
Die mangelhafte, oft fehlerhafte, Quellenlage betrifft den gesamten Zeitraum aller Familienzweige. Gesicherte Daten sind urkundlich genannt, Geburts- u. Sterbedaten o. g. Zeiträume jedoch oft ungesichert und nach höchstmöglicher Wahrscheinlichkeit der oft abweichenden Datenquellen unter Vorbehalt zu betrachten. Es bleiben genealogische Details, sogar die Zuordnung von Mitgliedern des Hauses, ungeklärt.

## Die Reichsministerialen, dann Herren von Waldenburg (1199–1472)
Der erste bekannte Vertreter des Hauses war Hugo von Wartha, urkundlich 28. Dezember 1105 als Zeuge König Heinrich V. in einer Urkunde unter den Reichsministerialen, Er hatte folgende Nachkommen:
A1. Hugo I. von Wartha, erbaut zusammen mit Rudolph von Brand im Auftrag des Kaisers Friedrich I. Barbarossa die Waldenburg (1165–1172), Landrichter im Pleißenland (1172–1183), Mitstifter des Bergklosters Altenburg (1172), (* vor 1159; † nach 29. Januar 1183)
B1. Hugo II. von Wartha junior (1188), Herr von Waldenburg (1199), Reichsministerialer (1200), urkundlich 1188 bis 1215, (* vor 1172; † um 1215)
C1. Konrad von Wartha, Herr von Waldenburg, urkundlich 1216, (* um 1188; † nach 1216)
D1. Hugo von Waldenburg, Herr von Wolkenstein (1262), Ritter (1241), Vogt des Klosters Remse (1254), urkundlich 1238 bis 1268, (* um 1210; † nach 1268); ⚭ Jutta, urkundlich 1286
E1. Unarg (Anarg) I., Herr von Waldenburg und Wolkenstein, Vogt zu Remse, Landrichter im Pleißenland (1174), urkundlich 1254 bis 1308, (* nach 1239; † vor 18. August 1317); ⚭ Adelheid von Plauen (* um 1259 in Plauen; † nach 1317), Tochter des Vogts Heinrich I. von Plauen (1226–1303) und Gräfin Kunigunde von Lützelstein (1234–1302)
F1. Anarg, Königlicher Hauptmann zu Meißen und im Pleissenland (1312), der Jüngere (1306), urkundlich 1301, (* um 1276; † nach 31. März 1331)
F2. Heinrich, Herr von Waldenburg und Wolkenstein, Vogt des Klosters Chemnitz (1331), urkundlich 1301 bis 1343, (* um 1278; † nach 1343); ⚭ Euphemia, urkundlich 1317
G1. Johann, Herr von Waldenburg und Rabenstein, Vogt von Chemnitz (–1375), Herr zu Wolkenstein, Zschopau und Scharfenstein, urkundlich 1334 bis 1385, (* um 1298; † um 1385)
H1. Unarg (Anarg), urkundlich 1371, (* um 1322; † zw. 8. Mai 1383 und 9. April 1386); ⚭ (1348) Mechtild von Wartenberg, Frau von Scharfenstein (1386), (* um 1326), Tochter des Johann (Jan) d. J., Herr zu Tetschen und Střekov (Schreckenstein) (–) und (–)
I1. Unarg (Anarg), Herr zu Udlitz (1395), Mitherr zu Wolkenstein (1401), Herr zu Scharfenstein (1410), Herr zu Zschopau und 1/2 Gelenau (–1414), kursächsisch heimlicher Rat, urkundlich 1331 bis 1429, († nach 1429)
I2. Heinrich IV. von Waldenburg, Mitherr zu Wolkenstein (1401), urkundlich 1331 bis 1437, († vor 29. August 1446); ⚭ (1408) Constantia von Meißen, urkundlich 1407 bis 1423, († nach 1423), Tochter des Burggrafen Heinrich von Meißen (1381–1423) und Katharina (von Gleichen?) (–)
J1. Anarg von Waldenburg, Herr zu Udlitz, Herr zu Wolkenstein (1446), urkundlich 1437 bis 1472, (* um 1410; † vor 1482); ⚭ (1436) Zdenka von Hasenburg, urkundlich 1451 bis 1468, (* um 1414; † nach 1468), Tochter des (–) und (–)
J2. Anna von Waldenburg, Erbin von Wolkenstein, Scharfenstein, Rauenstein und Zschopau, (* um 1412; † nach 5. September 1451); ⚭ (vor 1434) Burggraf Hans I. von Dohna, Herr zu Auerbach (1436), (* um 1408; † zw. 15. Oktober 1450 und 5. September 1451), Sohn des Burggrafen Friedrich von Dohna (–1426) und (–)
J3. Helene von Waldenburg, urkundlich 1434, (* um 1414; † nach 1434)
J4. Katharina von Waldenburg, (* um 1416; † 27. (Juli/August) 1494; bestattet in Blankenhain); ⚭ I: (6. Februar 1446) Friedrich von Bieberstein, Herr zu Beeskow und Storkow (1436), (* um 1394; † 24./27. August 1448 in Sorau), Sohn des Johann von Biberstein (–1442) und N.N. von Colditz (–nach 1409); ⚭ II: (1457) Graf Ludwig I. von Gleichen zu Blankenhain, (* um 1410; † 25. April 1467), (⚭ I: Ursula von Schwarzburg (* um 1410; † 1461), Tochter des Grafen Günther XXXII. von Schwarzburg-Wachsenburg (–1450) und Mechthild von Henneberg-Schleusingen (–1425)), Sohn des Grafen Heinrich VII. von Gleichen-Heimburg (1365–1415) und Katharina von Blankenhain (–)
I3. Johann, Domherr zu Meißen (1407), Mönch (1421), urkundlich 1407 bis 1421, (* ; † )
H2. Johann, d. J. (1377), Herr zu Udlitz (1385–1386), Herr zu Wolkenstein (1386), urkundlich 1360, (* um 1320; † nach 21. Mai 1386)
H3. Anarga von Waldenburg (* um 1316); ⚭ Johann (Jan) (Wanko) von Wartenberg zu Ralko (* um 1312; † 1367), Sohn des (–) und (–)
H4. Tochter (* um 1334); ⚭ Heinrich von der Dahme, urkundlich 1362 bis 1389, (* um 1336), Sohn des (–) und (–)
H5. Sophie, urkundlich 1365 bis 1394; ⚭ Burggraf Albert VI. von Leisnig, Herr zu Penig (1359–1408) und Rochsburg (1358–1408), urkundlich 1351 bis 1409, († 8. Dezember 1411), Sohn des Burggrafen Otto I. von Leisnig (–1363) und Elisabeth von Altenburg (–1363/1364)
H6. Klara von Waldenburg, Äbtissin von Frankenhausen bei Zwickau (1388), (* um 1324; † nach 1388)
H7. Fenicke, urkundlich 1355
G2. Sophie, urkundlich 1321 bis 1341, (* um 1300; † nach 1341); ⚭ (vor 9. Mai 1321) Burggraf Albrecht IV. von Leisnig, Burggraf von Rochsburg (1319), Herr zu Strehla und Mutzschen (1340), urkundlich 1306 bis 1346, († 1349), Sohn des Burggrafen Albrecht II. von Leisnig (–1308) und Agnes von Meissen (vor 1289–nach 1317)
G3. Euphemia, urkundlich 1347, (* um 1297; † nach 4. Juli 1392); ⚭ Burggraf Hermann von Golssen (* um 1293; † (1365)), Sohn des (–) und (–)
F3. Hugo, Mönch zu Seuselitz (1329), (* um 1280; † nach 1329)
F4. Heinrich, Kantonist zu Naumburg, Priester zu Tegkwitz, urkundlich 1308 bis 1332
F5. Adomat von Waldenburg, Herr zu Rabenstein, urkundlich 1335 bis 1337
F6. Kunigunde von Waldenburg, (* um 1282; † nach 1322); ⚭ Heinrich III. von Wildenfels (* um 1278; † 1322), Sohn des Heinrich II. von Wildenfels (vor 1223–nach 1274) und (–)
E2. Konrad, Domherr zu Prag (1255), (* um 1240; † nach 24. Juni 1291)
E3. Hugo, urkundlich 1273, (* um 1246; † nach 1273)
E4. Irmgard, urkundlich 1286
E5. Jercho (Jeros), Burggraf von Prag (1261–1263), Burggraf von Eger (1268–1275), Burggraf von Kaaden (1277), Burggraf von Leitmeritz (1277–1282), urkundlich 1261 bis 1300
E6. Heinrich, urkundlich 1280
E7. Jutta (* um 1242; † um 1289); ⚭ Heinrich, Schenk von Tautenburg († vor 1289), Sohn des (–) und (–)
E8. Sofie (* um 1244); ⚭ Hermann von Schönburg (* um 1240; † nach 1290), Sohn des (–) und (–)
D2. Jercho (Jeros), Herr von Eger, Kaaden und Leitmeritz, urkundlich 1238 bis 1254, (* um 1214; † nach 1254)
D3. Pribram von Waldenburg, urkundlich 1239, (* um 1212; † nach 1239)
D4. Ysengard von Waldenburg (* um 1180/1185; † 13. März 1224–1242; bestattet im Kloster Mildenfurth bei Gera); ⚭ (1209) Heinrich V., „der Jüngere“, Vogt zu Greiz und Reichenbach (1209–1239/1240), urkundlich 1209 bis 1240, erhält bei der Landesteilung Greiz mit Reichenbach, nennt sich 1240 Vogt von Greiz (* um 1184; †† 28. Mai nach 1239; bestattet im Kloster Mildenfurth bei Gera)
B2. Hugo von Wartha, Domherr zu Naumburg, urkundlich 1197 bis 1228
1415 ist ein Anarg von Waldenburg Teilnehmer des Konzils von Konstanz.
Johann d. Ä. von Waldenburg (G1) und seine Söhne Johann (H2) und Unarg (Anarg) (H1) verkaufen 1375 die Herrschaft Rabenstein gleichzeitig mit dem höchsten Gericht über Chemnitz sowie seine Vorstädte dem Chemnitzer Abt Heinrich von Donin und seinem Konvent.